# 張海倫
張海倫（1957年8月20日—1995年4月12日），台灣嘉義縣人，台灣電視、電影女演員，台灣政論節目主持人李濤第一任妻子，1984年在拍攝電影《龍門太保》中失去部分手指，此後戲路不順，1995年服藥自殺。

## 生平

### 早年
張海倫嘉義人，出生於1957年8月20日。台北護專畢業後，十八歲時透過中視製作人的介紹，數次被邀請上李濤的中視節目，進而戀愛。
1977年9月張海倫與李濤結婚，因丈夫進入華視新聞部擔任記者，張海倫也與中視解約進入華視為基本演員，常在綜藝節目中短劇演出，飾演漂亮而孩子氣的角色。她在華視演過《雨夜花》、《命運的鎖鍊》、《酒瓶可賣否》、《笑彌勒》、《蚱蜢與公雞》、《我是男子漢》、《我的前半生》，參與演出連續劇多屬台灣閩南語鄉土劇。還在華視演過武俠片《俠客》。華視藝人對她的觀感是謙虛、敬業、很孩子氣。
婚後兩人住在台北市吳興街。張海倫多次離家出走，與李濤的婚姻充滿爭吵不安。如1980年11月3日，她未告知丈夫就開車離家失蹤，至澳底附近海邊散心，直到同月10日才返家。
23歲，張海倫與李濤離婚。該婚姻結束後，李濤還曾經幫張海倫找機會接戲，說前妻的型滿好，華視應該多給她戲演。她很快再婚，二度婚姻維持不到3年，在1982年8月時再告仳離。

### 意外
後來，張海倫和一位電影的幕後人員談戀愛，於是決定一起赴泰國拍電影《龍門太保》。1984年9月27日，影片拍攝逾三分之一，拍攝火藥爆炸場面時，工作人員正式拍攝時，臨時加添火藥，造成她左手大拇指、食指和中指被炸斷。當時未用專業人員處理爆破鏡頭，並且在試戲時只用冒煙的少許火藥，讓她以為安全。
當月29日，張海倫才在曼谷醫院動手術，在醫院待了十四天，被宣告無法醫治。當她第一次於醫院看到少了三指的手掌，尖叫了幾分鐘，並哭喊著這不是她的的手。她與該幕後人員的戀情也此結束，身心雙重受創。隻身回台的她，先是要求電影公司賠償醫藥費用美金十五萬元。合利公司只答應說電影在台北上片後，點八分帳後百分之十；但如賣座不佳，一文也分不到。
台北市演員工會理事長葛香亭和總幹事劉靖曾答應儘可能給張海倫協助，但最後只有兩罐奶粉。她生活因此淪入苦境，醫藥費及生活費還靠身體已很差的父母資助。當華視演員管理組來看望時，她會擺個可愛的動作打招呼，再以嬌滴滴的聲音問說最近有沒有適合她的戲。製作《金牌娘子軍》的製作人伍宗德給予過援手。演員工會理事長柯俊雄曾呼籲同行對她協助。
張海倫再裝三根義指，外出時不管天氣如何，一定白手套或黑手套不離；在拍戲時很注意受傷過的手，不希望他人見到。在古裝武俠片是演女殺手之類的，殘缺的左手戴上一些怪裝飾，少有獨當一面的機會。也接演酒女，以鏡頭儘量不帶到手、戴上義肢、套上手套，或是抱著椅墊、穿著袖子較長的衣服來掩飾缺陷。導演特別避開她受傷的手，並讓她以老妝及淑女妝扮相出現。
製作《龍門太保》的香港合利公司在張海倫手指炸斷時，曾先後為墊付了泰國和台北兩地的醫療費用，雙方遲遲不能就民事賠償金額達成協議。1987年9月，張海倫再度到《龍門太保》製片人葛正琳家中理論，雙方發生爭執，被葛男毆打致其牙齒脫落三顆、右手指又受傷。
婚變、發生意外事件後，張海倫陸續參加過不少國台語電視劇的演出，不過集數都是一、二集，唯有主演華視台語劇《我的前半生》戲份有二十一集，觀眾對她印象較深。該據題材寫實，故事架構在電視閩南語劇當中「曲高」，她與江霞的角色安排被記者稱讚堪稱一絕。
1993年，張海倫參加張小燕主持的TVBS《小燕一番TALK》節目，低聲啜泣沒有得到賠償金，當時的演員公會理事長來時除了慰問就只有兩罐克寧奶粉，她還抱怨被炸傷後有些人見了她好像見到刺蝟。

### 自殺
張海倫在身亡的前幾年已少有人找她拍戲。華視電視劇《我的前半生》的製作人李美彌透露張海倫因左手經常半夜抽痛，遂有服用安眠藥之習慣，每次拍戲時，都會請人叫醒她。因為張海倫對自己要求高，難免拍戲時情緒會較緊張，合作演員也遭受影響，這也是後來台灣戲劇界漸漸比較少找她演出之原因。
1995年4月12日，張海倫在台北市安和路住家服用大量安眠藥身亡，由接她女兒放學的男友李培良發現並送至國泰醫院前，已無生命現象。生前最後一部戲，是1994年台視八點檔連續劇《倚天屠龍記》中飾演金花婆婆。
李濤得悉前妻尋短後，對《民生報》記者只簡短說：「人的一生，總要為自己負責。」

## 家庭
張海倫出身商人家庭，一度移民加拿大。有一兒子，爆炸意外後把兒子托給父母養。還有一女兒。

## 逸事
張海倫興趣是繪畫、書法，也會寫散文。李濤認為妻子像瓊瑤筆下的人物，所寫的散文不錯，卻有悲觀的成分。
意外後，一次張海倫到美容院修指甲，堅持要修左手剩餘的兩根，要美容師修得漂亮，還開玩笑要人打七折。當朋友讚美她手這樣，麻將還打得這麼好時，就會像小孩受到大人讚美一樣露出笑容。

## 外部連結
- 張海倫在香港影庫上的簡介